# Крапивкин, Игорь Евгеньевич
Игорь Евгеньевич Крапивкин (укр. Ігор Євгенович Крапивкин; 14 мая 1966, Днепропетровск — 18 февраля 2021, Кривой Рог, Днепропетровская область) — советский и украинский футболист, вратарь и тренер. Мастер спорта СССР (1990).

## Игровая карьера
Воспитанник днепропетровского футбола. В 1984 году выступал в дубле «Днепра». Не имея шанса дебютировать в составе чемпионов СССР, ушёл набираться опыта в команды второй лиги «Кривбасс» и «Кристалл». Военную службу проходил в одесском СКА. В 1990 году провёл 4 матча в составе одесского «Черноморца» в кубке Федерации футбола СССР
С 1991 по 1993 годы защищал ворота «Буковины». В этой команде Игорь дебютировал в первой лиге чемпионата СССР, а затем — 7 марта 1992 года и в высшей лиге чемпионата Украины (первый матч против «Нивы» Тернополь — 2:1). В сезоне 1993/94 годов черновицкая команда боролась за выживание в высшей лиге и отпустила Крапивкина в перволиговое «Прикарпатье». По ходу сезона в Ивано-Франковске Игорь сыграл 12 матчей и завоевал с командой золотые медали первой лиги чемпионата Украины. Отыграв пол сезона в высшей лиге за «Прикарпатье», перешёл в словацкую команду высшей лиги «Хемлон» (Гуменне). Обладатель Кубка Словакии 1995/96 годов.
В 1996 году вернулся на Украину. После возвращения играл в командах «Прикарпатье», «Тысменица», «Десна», «Николаев», «Полесье», «Бумажник». В 1997 году некоторое время числился в российской команде «Дружба» (Майкоп). Завершил карьеру в 2001 году в «Буковине». Всего за «Буковину» провел 68 официальных матчей (61 в чемпионате и 7 в кубке).
Всего в Высшей лиге Украины провел 52 матча, пропустив 78 голов («Буковина» (33 матча, 43 пропущено), «Прикарпатье» (13 матчей, 19 пропущено), «Николаев» (6 голов, 16 пропущено))

## Тренерская карьера
В сезоне 2002/03 — тренировал вратарей «Кривбасса» (Кривой Рог, высшая лига). В 2005 году тренировал дублёров криворожской команды. Участвовал в матчах ветеранов «Кривбасса».